# University College (Oxford)

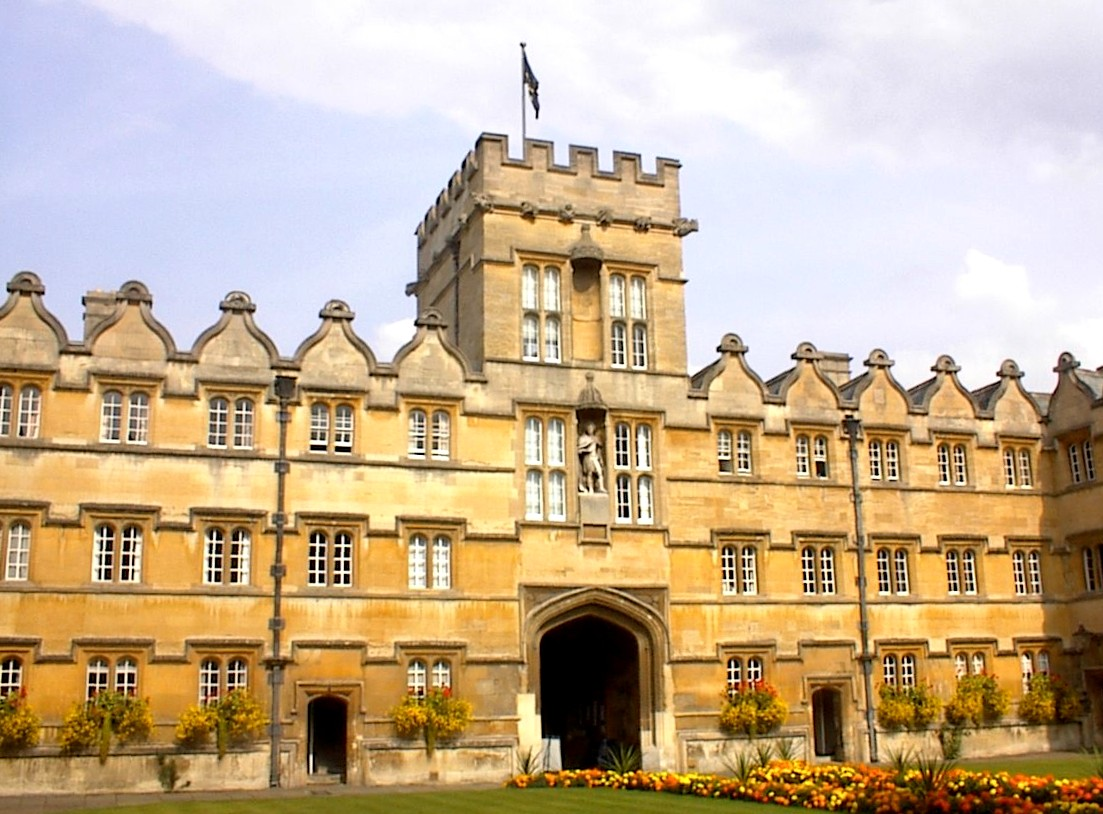
O Colégio Universidade de Oxford.

University College (por extenso, The Master and Fellows of the College of the Great Hall of the University of Oxford, e coloquialmente referido como Univ), é um dos colégios universitários da University of Oxford na Inglaterra. O colégio afirma ser o mais antigo da universidade, e está entre os maiores em termos de número de alunos.[carece de fontes?]